# Николаев, Павел Тимофеевич
Павел Тимофеевич Николаев (1862—1916) — генерал-лейтенант, герой Первой мировой войны.

## Биография
Родился 4 (16) ноября 1862 года.
Образование получил в Гатчинском сиротском институте, по окончании которого 31 августа 1881 года был зачислен в 1-е военное Павловское училище. Выпущен 12 августа 1883 года подпоручиком в Санкт-Петербургский гренадерский полк.
Произведённый 12 августа 1887 года в поручики Николаев вскоре успешно сдал вступительные экзамены в Николаевскую академию Генерального штаба, которую окончил в 1891 году по 1-му разряду и 22 мая того же года за успехи в науках получил чин штабс-капитана. После выпуска был назначен состоять при Санкт-Петербургском военном округе с последующим 26 ноября назначением обер-офицером для особых поручений при штабе 1-го армейского корпуса.
28 марта 1893 года произведён в капитаны. С 9 октября 1896 года по 17 октября 1897 года для прохождения служебного ценза командовал ротой в лейб-гвардии Измайловском полку.
21 февраля 1898 года назначен обер-офицером для поручений при штабе войск гвардии и Санкт-Петербургского военного округа, с 3 марта 1900 года являлся штаб-офицер для поручений при этом штабе, 9 апреля 1900 года произведён в подполковники. 3 ноября назначен штаб-офицером для особых поручений при Главнокомандующем войсками гвардии и Санкт-Петербургского военного округа.
15 марта 1903 года назначен начальником штаба 37-й пехотной дивизии, причём с 7 мая по 17 сентября этого года вновь был прикомандирован к лейб-гвардии Измайловскому полку, где отбывал цензовое командование батальоном, 6 декабря 1903 года произведён в полковники.
В 1904—1905 годах Николаев находился на Дальнем Востоке и принимал участие в русско-японской войне, за боевые отличия был получил несколько наград и золотое оружие с надписью «За храбрость».
С 11 июня 1905 года командовал 146-м пехотным Царицынским полком, а через два с половиной года, 4 декабря 1907 года, получил в командование лейб-гвардии 1-й стрелковый батальон и 13 апреля 1908 года был произведён в генерал-майоры. После переформирования 25 августа 1910 года лейб-гвардии 1-го стрелкового батальона в полк Николаев остался в занимаемой должности. В 1911 году зачислен в Свиту Его Императорского Величества.
Вскоре после начала Первой мировой войны, 27 сентября 1914 года Николаев был назначен командующим 45-й пехотной дивизии. Высочайшим приказом от 4 ноября 1914 года Николаев был награждён орденом Св. Георгия 4-й степени
За отличия в делах против неприятеля.
30 сентября 1915 года Николаев был произведён в генерал-лейтенанты.
Скончался на фронте 24 января (6 февраля) 1916 года от болезни (порок сердца); его тело было перевезено в Санкт-Петербург и захоронено 27 февраля 1916 года на Царскосельском братском кладбище.

## Награды
Среди прочих наград Николаев имел ордена:
- Орден Святого Станислава 3-й степени (1893 год)
- Орден Святой Анны 3-й степени (1895 год)
- Орден Святого Станислава 2-й степени (1896 год, по другим данным — 1898 год)
- Орден Святой Анны 2-й степени (1901 год, мечи к этому ордену пожалованы в 1905 году)
- Орден Святого Владимира 4-й степени с мечами и бантом (1905 год)
- Золотое оружие с надписью «За храбрость» (22 января 1906 года)
- Орден Святого Владимира 3-й степени (14 апреля 1913 года, мечи к этому ордену пожалованы 15 января 1915 года)
- Орден Святого Георгия 4-й степени (4 ноября 1914 года)
- Орден Святого Станислава 1-й степени с мечами (14 января 1915 года)